# Bachus i Ariadna (obraz Tycjana)
Bachus i Ariadna (wł. Bacco e Arianna) – mitologiczny obraz renesansowego, włoskiego malarza Tycjana, powstały w latach 1520–1523.

## Historia obrazu
Obraz jest jednym z trzech dzieł namalowanych przez Tycjana dla księcia Ferrary, Alfonsa d’Este, do jego gabinetu znajdującego się w przejściu łączącym zamek d’Este z Palazzo Ducale. Obrazy miały stanowić cykl o tematyce erotycznej i stwarzać atmosferę radosnego i beztroskiego życia. Obok dzieł Tycjana w gabinecie znalazły się obrazy pędzla Giovanniego Belliniego oraz Dossa Dossiego. Zbiory w całości znajdowały się w sali do 1598 roku, kiedy to ród d’Este wyjechał z Ferrary. Obrazy zostały podzielone, a te autorstwa Tycjana, Giovaniego i Dossiego trafiły do zbiorów kardynała Pietra Aldobrendiniego. Kardynał porozdawał obrazy, jedynie Bachus i Ariadna pozostał u niego do 1796 roku. Obecnie obraz znajduje się w zbiorach National Gallery w Londynie.

## Opis obrazu
Tycjan do malowania obrazu wykorzystał szeroką gamę pigmentów, m.in. pomarańczowego realgaru i żółtego aurypigmentu dostępnych głównie w Wenecji. Temat obrazu zaczerpnięty został z mitologii greckiej. Córka króla Krety, Ariadna, porzuca dom rodzinny i udaje się z Tezeuszem, któremu następnie pomaga uciec z labiryntu Minotaura na Krecie. Tezeusz porzuca kochankę na wyspie Naksos i odpływa.
Tycjan namalował Ariadnę, kiedy porzucona przez Tezeusza zostaje odnaleziona przez boga wina Bachusa, który przybywa na wyspę ze swoim orszakiem. Ariadna wyciąga dłoń ku odpływającym w dal okrętom kochanka i jednocześnie spogląda na wyskakującego z rydwanu Bachusa. Rydwan boga ciągnięty jest przez dwa gepardy. Wokół niego kroczy tanecznym krokiem satyr, owinięty w pędy krzewu winnego i wymachujący nogą byka. Spogląda on na Bachantkę z tamburynem – podobnie jak Bachus na Ariadnę. Przed satyrem znajduje się postać siłacza zmagającego się z wężem, a przed nim postać małego satyra – pół-dziecka, pół-kozła – z wieńcem na głowie, ciągnącego na sznurku głowę jagnięcia. Przy jego nogach szczeka pies. Dziecko jako jedyne spogląda na widza. Na dalszym planie Tycjan umieścił grubego Sylena śpiącego na ośle i podtrzymywanego przez innych towarzyszy. Cała scena kroczącego orszaku Bachusa mogła być zaczerpnięta z poematu rzymskiego poety Katullusa.
Bachus spotyka Ariadnę, wyskakuje z rydwanu, by ją porwać. Ona zostaje później jego niebiańską kochanką.

## Symbolika obrazu
Nad głową Ariadny, Tycjan umieścił konstelację gwiazd, która była podarunkiem Bachusa dla niej po jej śmierci. Szczekający spaniel jest najprawdopodobniej podobizną pieska Tycjana – motyw często goszczący na obrazach artysty. Obok niego znajduje się kwiat kaparu ciernistego, na co dzień rosnącego w szczelinach skalnych. Kwiat ten jest symbolem miłości. Gepardy są podobiznami zwierząt znajdujących się w ogrodach Alfonsa d’Este. Według mitologii orszak Bachusa powracającego z Indii ciągnęły pantery. Tycjan pokazuje pogański świat pozbawiony chrześcijańskiej moralności.